# Bulak
Bulaq, també escrit Bulak o Boulaq (àrab: بولاق, Būlāq), és una vila propera al Caire, actualment convertida de facto un barri de la capital d'Egipte. El nom Bulaq prové del francès Bon Lac, que significa ‘bon llac’. El nom es va arabitzar com a Bulaq i en dialecte egipci es pronuncia Bolà.
Era un port al Nil per al trànsit comercial amb el Baix Egipte. Estava separat del Caire pel Khalij an-nassirí, excavat el 1325 pel sultà Qalàwun. Aquest sultà hi va encoratjar l'establiment de residències de plaer, i hi va portar la duana.
El 1800 tenia uns 24.000 habitants i 24 mesquites. La ciutat va tenir la primera impremta d'Egipte, la Impremta Amiri, el 1821 (si no es compten les impremtes dutes pels francesos), inicialment utilitzada per imprimir manuals de l'exèrcit i el diari oficial.
El 1858, l'egiptòleg francès Auguste Mariette va inaugurar el primer museu d'art egipci de la ciutat en aquest barri. El museu va comptar amb el suport del khediv Ismaïl Paixà. Molts dels objectes provenien de les excavacions i projectes de recuperació del mateix Mariette.